# Saint-Léger (Sankt-Gluckern)
Pour les articles homonymes, voir Saint-Léger.
Saint-Léger (aussi dénommé Sanct Leodegar, Saint-Luggert ou Sankt-Gluckern) était un village du Sundgau en Alsace, situé entre Carspach et Hirtzbach, dans le département actuel du Haut-Rhin.

## Histoire
Le village est cité pour la première fois en 1188, mais le lieu a probablement été occupé bien plus tôt.
La date de sa disparition est incertaine. Cela aurait pu être en 1376 lors des destructions dues aux Anglais, ou peut-être seulement en 1448 à la suite des invasions des Armagnacs, ou encore entre 1466 et 1469 (guerre entre les Autrichiens et les Confédérés).
Il y avait à Saint-Léger deux cours colongères, dépendant de l'abbaye de l'Oelenberg, le Niederhof et l'Oberhof. Le règlement de la colonge fut renouvelé en 1448. Le maire en était alors Heini Schinnlag, et les colongers des habitants de Largitzen, Hirtzbach, Altkirch, Carspach et Saint-Léger.
Le partage du ban de Saint-Léger a fait l'objet de nombreux conflits entre les habitants d'Altkirch, Carspach et d'Hirtzbach. Il a été principalement intégré au ban d'Hirtzbach.
Une chapelle, dite Saint-Léger ou Sankt-Gluckern, marque son emplacement en bordure de la forêt du Glueckerwald, et une stèle a été érigée en sa mémoire en 1987 par la commune de Hirtzbach.

## Sources
- Hervé de Chalendar, série Villages disparus publiée dans le journal L'Alsace en 2012.
- Bruno Ramirez, Un village du Sundgau sous l'ancien régime : Carspach, Le Chesnay, B. Ramirez, 2014, 2e éd., 480 p. (ISBN 978-2-9540585-0-4)